# Feldbach (Stájerország)
Feldbach osztrák város, Stájerország Délkelet-stájerországi járásának központja. 2017 januárjában 13 328 lakosa volt, amivel a tartomány ötödik legnagyobb települése. 

## Elhelyezkedése

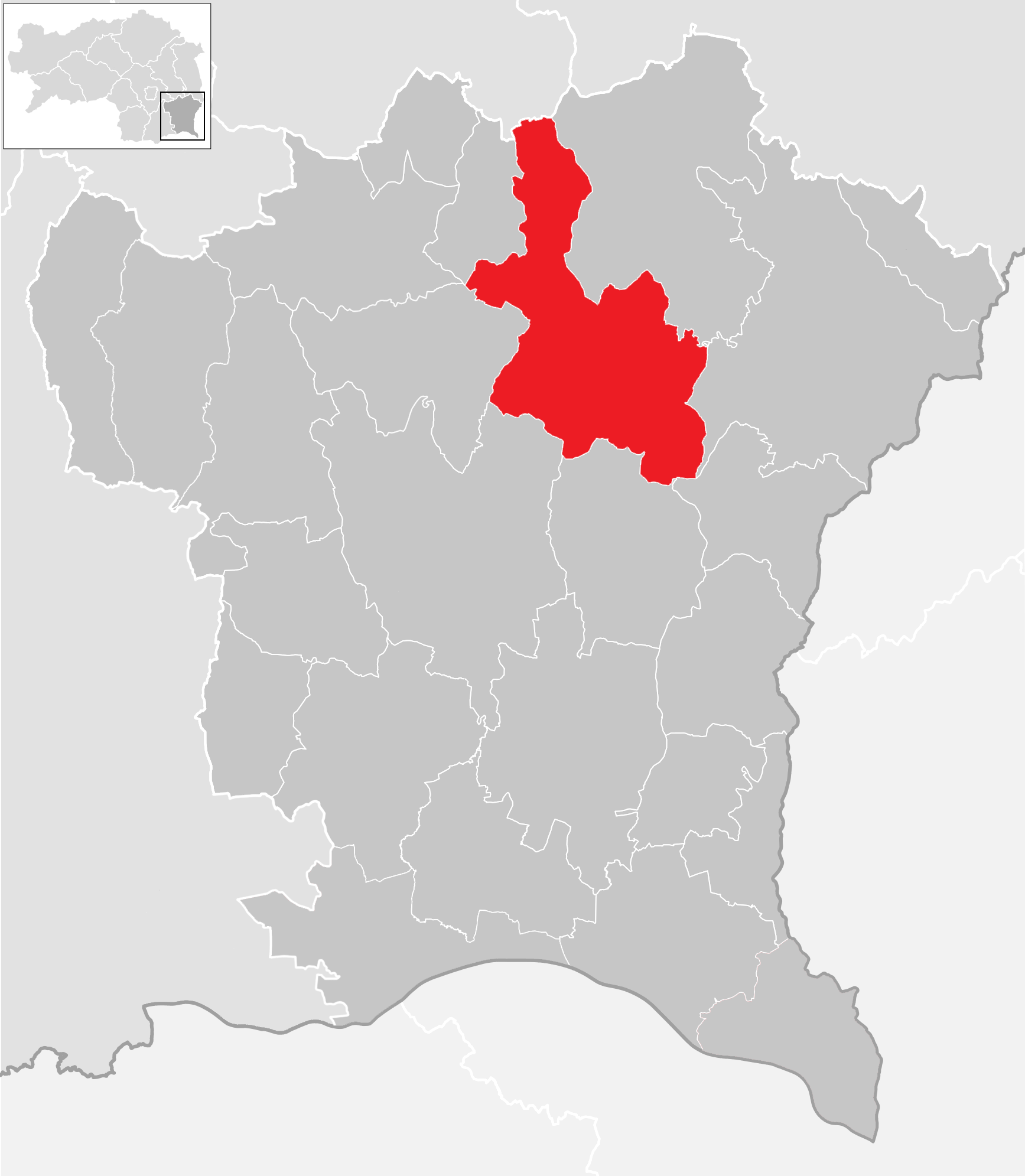
Feldbach a Délkelet-stájerországi járásban

Feldbach Kelet-Stájerországban fekszik a Rába mentén, területe kiterjed a Keletstájer-dombvidékre is. Egyéb jelentős folyóvizei a Saazbach, Oedter Bach, Feldbach, Giemer Bach, Edelsbach, Auersbach patakok.
Az önkormányzat 9 katasztrális községben:
| - Auersbach (1.270,43 ha) - Feldbach (321,27 ha) - Gniebing (875,53 ha) - Gossendorf (936,71 ha) - Leitersdorf (480,89 ha) | - Mühldorf (752,35 ha) - Oedt (1.014,43 ha) - Raabau (399,47 ha) - Weißenbach (661,95 ha) |

18 települést egyesít:
| - Auersbach (370 lakos) - Edersgraben (180) - Feldbach (4.777) - Gniebing (1.119) - Gossendorf (642) - Höflach (53) - Leitersdorf im Raabtal (683) - Mühldorf bei Feldbach (2.018) - Obergiem (121) | - Oberweißenbach (228) - Oedt bei Feldbach (699) - Paurach (246) - Petersdorf (163) - Raabau (623) - Reiting (114) - Untergiem (152) - Unterweißenbach (658) - Wetzelsdorf (482) |

A környező önkormányzatok: északkeletre Riegersburg, keletre Fehring, délkeletre Kapfenstein, délre Bad Gleichenberg, délnyugatra Gnas, nyugatra Paldau, északnyugatra Kirchberg an der Raab és Edelsbach bei Feldbach, északra Markt Hartmannsdorf.

## Története

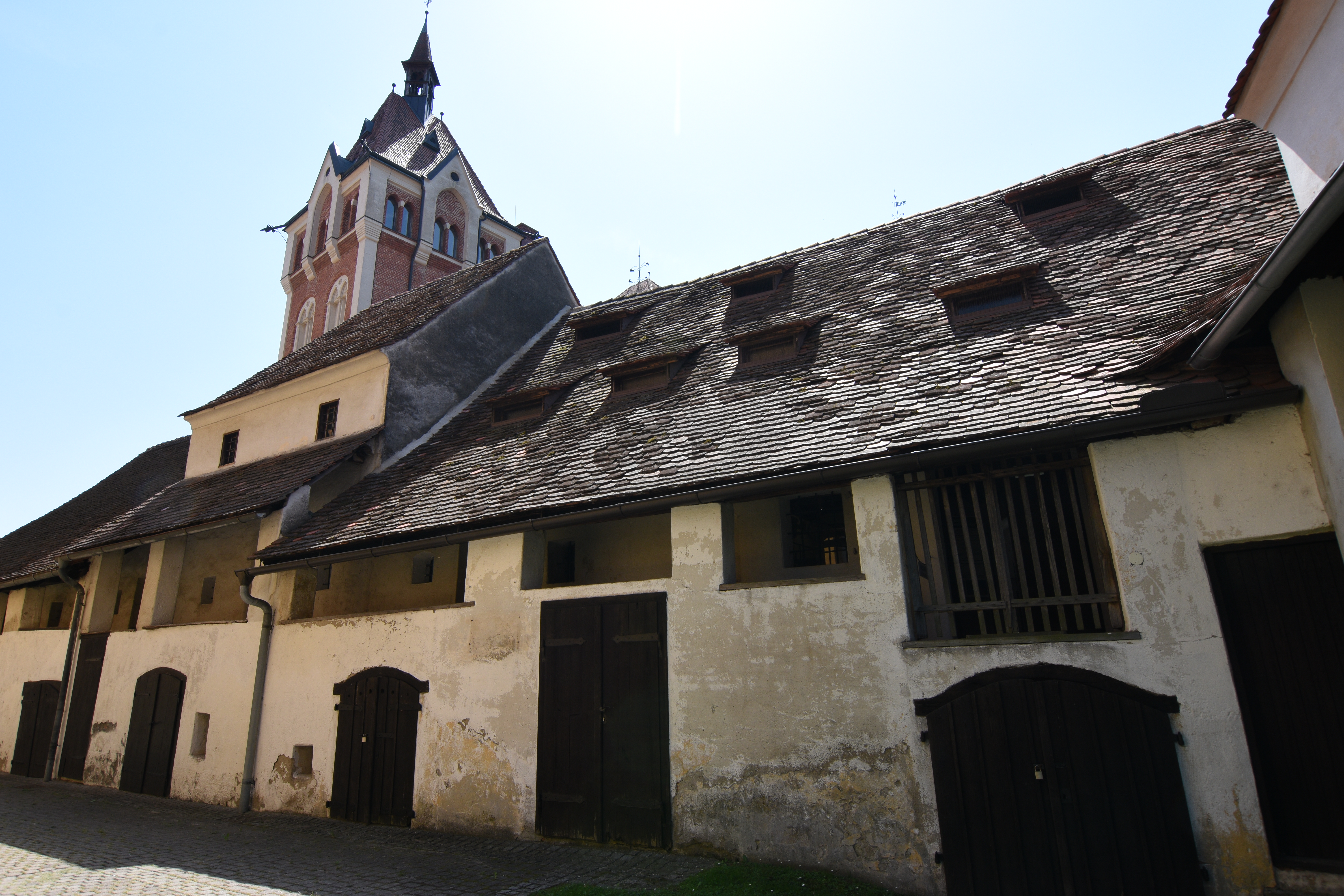
A Tabor udvara

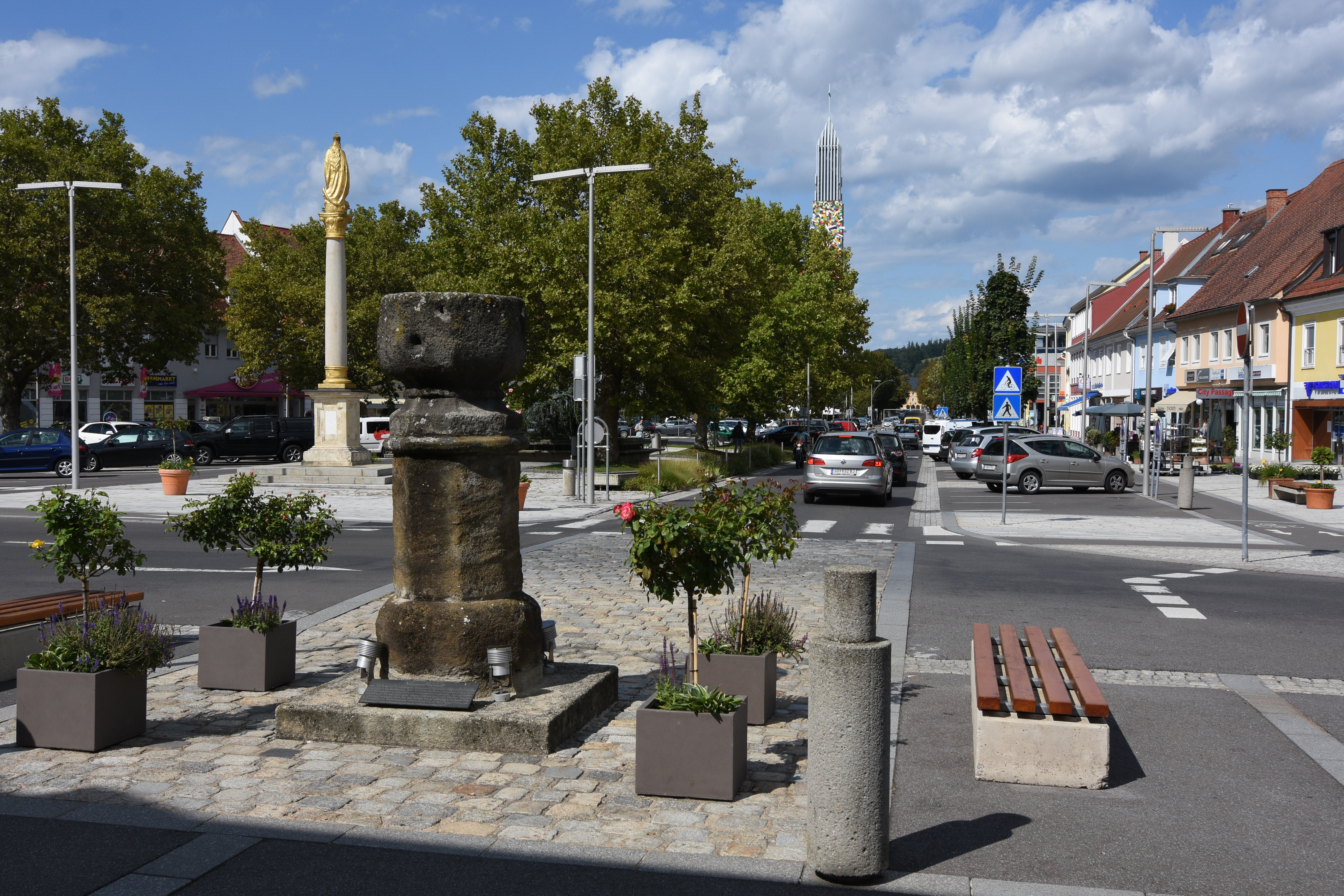
Feldbach főtere a kőmérővel és a Mária-oszloppal

A régészeti leletek tanúsága szerint a Rába-völgy ezen szakasza már az újkőkorban lakott volt. A folyó északi partján a vaskori Hallstatt-kultúra temetkezéseit is megtalálták.
A település első említése 1188-ból származik Velwinbach formában. Önálló egyházközségéről 1232-ben esik szó először. 1265-ben mezővárosi jogokat kapott; innentől kezdve jelentősen megnövekedett a város kereskedelme. 
A 15. század második felében Feldbach - és egész Stájerország - sokat szenvedett a török és magyar hadseregek átvonulásaitól, amelyek rendszeresen kifosztották a települést. 1469-ben viszont a császár ellen fellázadó Andreas Baumkircher pusztította el teljesen a mezővárost. Ezek az események indokolták a Tabor erődítményének felépítését, amely háború esetén megvédhette a bemenekülő lakosságot. 1605-ben a törökökkel szövetkező hajdúk fosztogatták végig a Rába-mentét és a Tabor kivételével egész Feldbachot elpusztították. Ezután a teljes települést körbevevő városfal építését határozták el. 
A város gazdaságának nagy lendületet adott a Magyar Nyugati Vasút 1873-as megnyitása. A turizmus is jelentősen fejlődött a szomszédos Bad Gleichenberg fürdőinek hatására. 1884-ben Feldbach városi rangot kapott 1898-1900 között pedig újjáépítették a plébániatemplomot. 
Az első világháborúban jelentős hadifogolytábort létesítettek a város mellett, amelyben 40 ezer foglyot őriztek, a helyőrség pedig 10 ezer katonát tett ki. Az olasz front vereségei miatt a tábort Kelet-Magyarországra helyezték át, a helyén pedig 3500 ágyas kórházat hoztak létre. 
2015-ben a stájerországi közigazgatási reform kereteiben az addig önálló Auersbach, Gniebing-Weissenbach, Gossendorf, Leitersdorf im Raabtal, Mühldorf bei Feldbach és Raabau községeket egyesítették Feldbachhal.

Feldbach látképe

## Lakosság
A feldbachi önkormányzat terület 2017 januárjában 13 328 fő élt. A lakosságszám 1869 óta egyenletesen gyarapodó tendenciát mutat. 2015-ben a helybeliek 89,9%-a volt osztrák állampolgár; a külföldiek közül 0,7% a régi (2004 előtti), 3,7% az új EU-tagállamokból érkezett. 3,4% a volt Jugoszlávia (Szlovénia és Horvátország nélkül) vagy Törökország, 2,3% egyéb országok polgára. 2001-ben a lakosok 81,9%-a római katolikusnak, 2,9% evangélikusnak, 7,3% muszlimnak, 4,5% pedig felekezet nélkülinek vallotta magát. Ugyanekkor 21 magyar (0,4%) élt a városban.

## Gazdaság
Járási közigazgatási székhelyként és oktatási központként Feldbachban igen nagy a közalkalmazottak száma, kb 1500 fő. Gazdaságában elsősorban az élelmiszeripar és a bőrfeldolgozás rendelkezik nagy hagyományokkal. Régiója a tartomány és az ország egyik legfontosabb mezőgazdasági térsége. A szolgáltatások és az ipar mellett az áruszállítás játszik fontos szerepet. 
Feldbachban található az osztrák fegyveres erők Von der Groeben-laktanyája, ahol a 7. felderítő- és tüzérzászlóalj állomásozik.

## Látnivalók

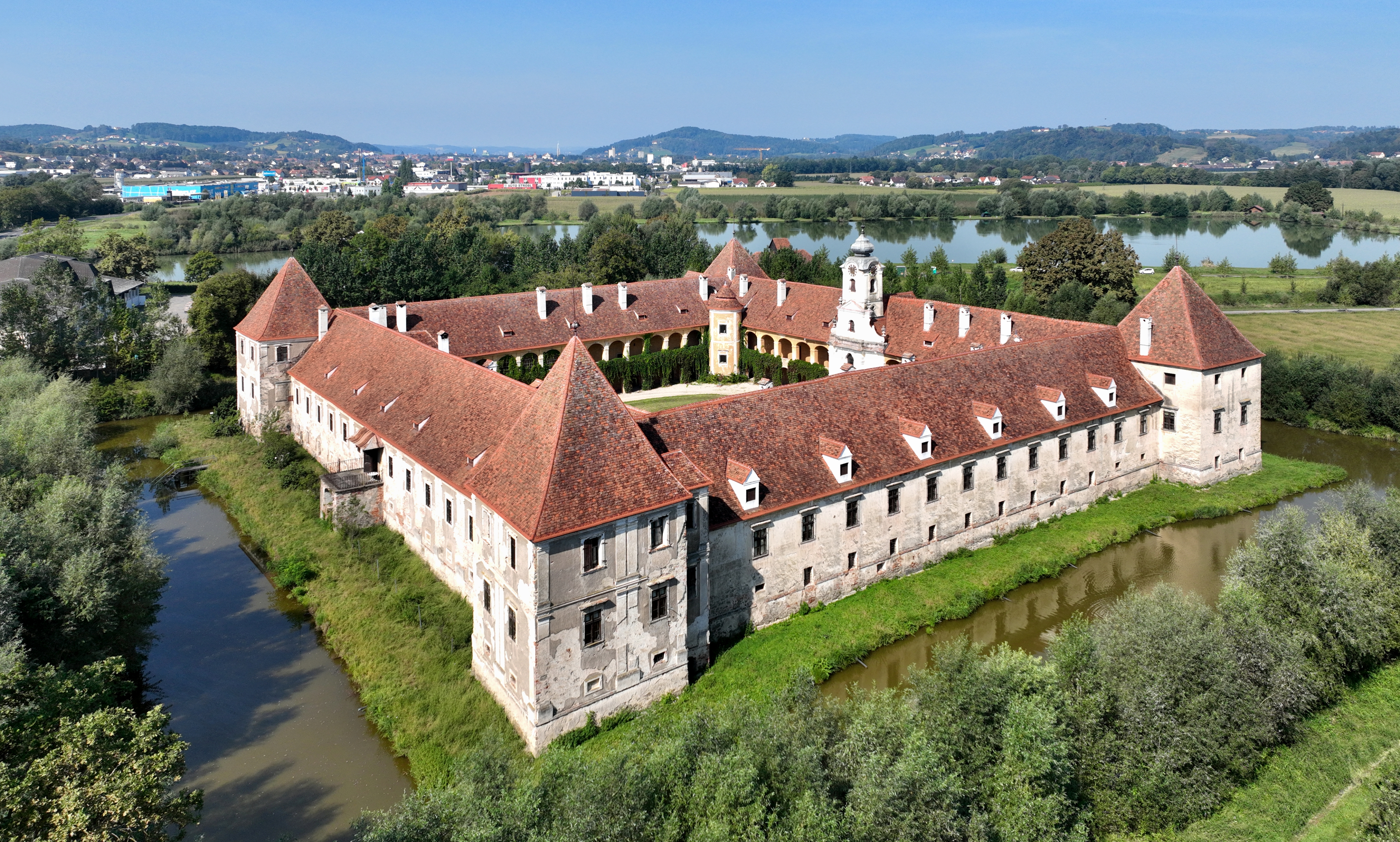
A Hainfeld-kastély

- a városban három emléktáblája is van a galíciai önkéntesekből álló 14. Waffen-SS gránátoshadosztálynak amely itt vívott harcokat a Vörös Hadsereg ellen.
- A Szt. Lénárd-plébániatemplom 1898-1900-ban nyerte el mai neoreneszánsz stílusú formáját. Tornyát 1945-ben felrobbantották és a templom is súlyos károkat szenvedett. Az új, modern jellegű különálló torony 1964-ben készült el.
- Villa Hold, korábban banképület, ma zeneiskola
- a Tabor erődjében ma múzeum található
- a Hainfeld-kastély
- a Stájerországi Vöröskereszt múzeuma
- a "kőmérő" (Steinerner Metzen) egy mérőnyi gabona lemérésére etalonként szolgált a kereskedők számára
- az 1717-ben emelt főtéri Mária-oszlop 1945-ben megrongálódott, 1949-ben helyreállították
- minden évben június végén-július elején rendezik meg a nyári zenei fesztivált

## Híres feldbachiak
- Franz Lackner (1956-) salzburgi érsek, Németország hercegprímása

## Testvérvárosok
- Siklós, Magyarország
- Adelsdorf, Németország
- Żywiec, Lengyelország

## Fordítás
- Ez a szócikk részben vagy egészben  a   Feldbach (Steiermark) című német Wikipédia-szócikk ezen változatának fordításán alapul.  Az eredeti cikk szerkesztőit annak laptörténete sorolja fel. Ez a jelzés csupán a megfogalmazás eredetét és a szerzői jogokat jelzi, nem szolgál a cikkben szereplő információk forrásmegjelöléseként.